# Major League Baseball 2K7
Major League Baseball 2K7 è un videogioco sportivo di Baseball sviluppato dalla Kush Games e pubblicato dalla 2K Sports per le principali console nel 2007.